# Hemigrammus neptunus
Hemigrammus neptunus és una espècie de peix de la família dels caràcids i de l'ordre dels caraciformes.

## Morfologia
- Els mascles poden assolir 3,2 cm de llargària total.[4]

## Hàbitat
Viu a àrees de clima tropical (11°S-12°S).

## Distribució geogràfica
Es troba a Sud-amèrica: conca del riu Amazones a Bolívia.